# Daniel L. Simmons
Daniel L. Simmons é um professor de química e o diretor do Cancer Research Center da Universidade Brigham Young. Descobriu a COX-2 e a COX-3, além de desenvolver a enzima chave do Celebrex (celecoxib).